# Mariusz Pudzianowski
Mariusz Zbigniew Pudzianowski (AFI: [ˈmarjuʂ pudʑaˈnɔfskʲi]; nacido el 7 de febrero de 1977 en Biała Rawska, Polonia ) es el cinco veces ganador del título de Hombre Más Fuerte Del Mundo, siendo la última en el 2008. Su debut en artes marciales mixtas fue en diciembre del 2009. Es conocido por apodos como Pudzian, Dominator, Pyton, Panek y Super Mariusz.

## Carrera como forzudo (Strongman)
Mariusz comenzó a levantar pesas en diciembre de 1990 a la edad de 13 años. Dice que desde sus primeros años, la clave de su fuerza es un suplemento dietario a base de leche malteada.[cita requerida] En una entrevista[¿cuál?] en la que habló de sus inicios en el deporte, dijo: "Conocía a un niño, teníamos 12 años. No lo podía levantar, pero él me elevaba en el aire varios centímetros. Era fuerte". Esto motivó a Mariusz para llegar a convertirse en el hombre más fuerte del mundo.[cita requerida]
El 1 de mayo de 1999 Mariusz participó en su primera competición de fuerza celebrada en Płock, Polonia, en la cual salió campeón, y en 2000 salió cuarto en la competición del Hombre Más Fuerte Del Mundo, competencia que ganó en septiembre de 2002, en la competición celebrada en Kuala Lumpur, Malasia. Luego de eso volvió a ganar el concurso en el año 2003 y estableció la mayor diferencia entre el ganador y los demás competidores en toda la historia del campeonato. En marzo de 2004 Pudzianowski ganó el Strongman Super Series. En el hombre más fuerte del mundo de ese año salió inicialmente tercero, pero fue suspendido porque se descubrieron sustancias prohibidas en su cuerpo. La IFSA obligó a Pudzianowski a devolver el dinero, y fue eliminado un año del deporte. Pudzianowski volvió a ganar el hombre más fuerte del mundo en 2005.
En 2006 salió segundo en El Hombre Más Fuerte Del Mundo 2006, que fue ganado por Phil Pfister, quien le ganó en las piedras de Atlas por un segundo. En 2007 se convirtió en el tercer hombre en ganar el hombre más fuerte del mundo por cuarta vez, igualando el récord de Magnús Ver Magnússon (1996) y Jón Páll Sigmarsson (1990). Sin embargo, esta no sería la última vez: en septiembre de 2008, Pudzianowski, de 31 años se convertía en el primer ser humano en ganar 5 veces el hombre más fuerte del mundo, superando a su duro rival Derek Poundstone, quien parecía estar ganándole.
Mariusz Pudzianowski es considerado el mejor atleta de fuerza desde los años de Magnús Ver Magnússon y Jouko Ahola.

## Otras actividades
Mariusz mantiene su agilidad y estado físico gracias a otras actividades aparte del levantamiento de peso. Entre los 11 y los 13 años (luego entre los 26 y 27) practicó Karate Kyokushin. Además incursionó en el boxeo durante siete años, y comenzó a jugar rugby en 2003. 
El padre de Pudzianowski (Wojciech Pudzianowski) era un halterófilo y fue ganador de varias competiciones de este deporte en su juventud. Cuando vio el potencial y la fuerza de su hijo, le aconsejó participar como strongman. La relación continúa hoy día, tanto que su padre lo ayuda aún en sus entrenamientos.
A diferencia de otros competidores conserva un bajo porcentaje de grasas, según él, debido a la genética heredada.
Mariusz tiene como modelo a seguir a Arnold Schwarzenegger, y quiere llegar a ser actor como él.

### Mariusz como boxeador
Pudzianowski comenzó a practicar boxeo en 1992 a los 15 años; y en 1996, con 19, Mariusz entró como amateur en la liga de Krzysztof Kosedowski. Poco tiempo después empezó a entrenar para competir como boxeador en los Juegos Olímpicos de 2000 en Australia, pero un año antes dejó de boxear porque, a pesar de que le gustaba este deporte, odiaba recibir golpes; y además estaba interesando en el strongman, por lo que se enfocó al 100% en este último.

## Carrera musical
En 2005 Mariusz Pudzianowski formó un grupo de rock llamado Pudzian Band , con él como cantante. En 2006 comenzaron sus primeras giras con el grupo, y grabaron la canción "Zdobyć świat". Krystian Pudzianowski (hermano de mariusz), Ross Tweedy y Anna Brzozowska son los otros integrantes del grupo.

## Bailando con las estrellas
Entre diciembre y mayo de 2009 Pudzianowski participó en la séptima edición de la versión polaca del programa Bailando con las estrellas junto con la bailarina Magdalena Soszyńska-Michno. Fueron 14 las parejas que participaron, siendo Mariusz y Magda una de las dos finalistas. El 25 de mayo se llevó a cabo la final, en la cual quedaron en segundo lugar por detrás de la pareja formada por Magdalena Walach y Cezary Olszewski.

## Récords mundiales en strongman
- Paseo del granjero con 125 kg en cada mano.
- La rueda de Conan.
- Escaleras de fuerza, cargando 3 objetos por las escaleras.
- Voltear la rueda (8 veces).
- Evento combinado (cargamento de anclas y correr con yunques).
- Peso muerto con un auto.
- Peso muerto con un vivo.

## Perfil
Altura: 1,85 m
Peso: 120 kg

## Récords en el levantamiento
- Press de banca: 290 kg
- Peso muerto: 415 kg
- Sentadillas: 380 kg
- Total: 1085 kg[3]

## Veces ganadas en el hombre más fuerte del mundo
| El Hombre Más Fuerte Del Mundo   |                |                                 |
| precedido por: Svend Karlsen     | Primero (2002) | sucedido por: el                |
| precedido por: el                | Segundo (2003) | Sucedido por: Vasyl Virastyuk   |
| Precedido por: 'Vasyl Virastyuk" | Tercero (2005) | Sucedido por: Phil Pfister      |
| Precedido por: Phil Pfister      | Cuarto (2007)  | Sucedido por: el                |
| Precedido por: el                | Quinto (2008)  | Sucedido por: Zydrunas Savickas |

## Logros como un hombre fuerte

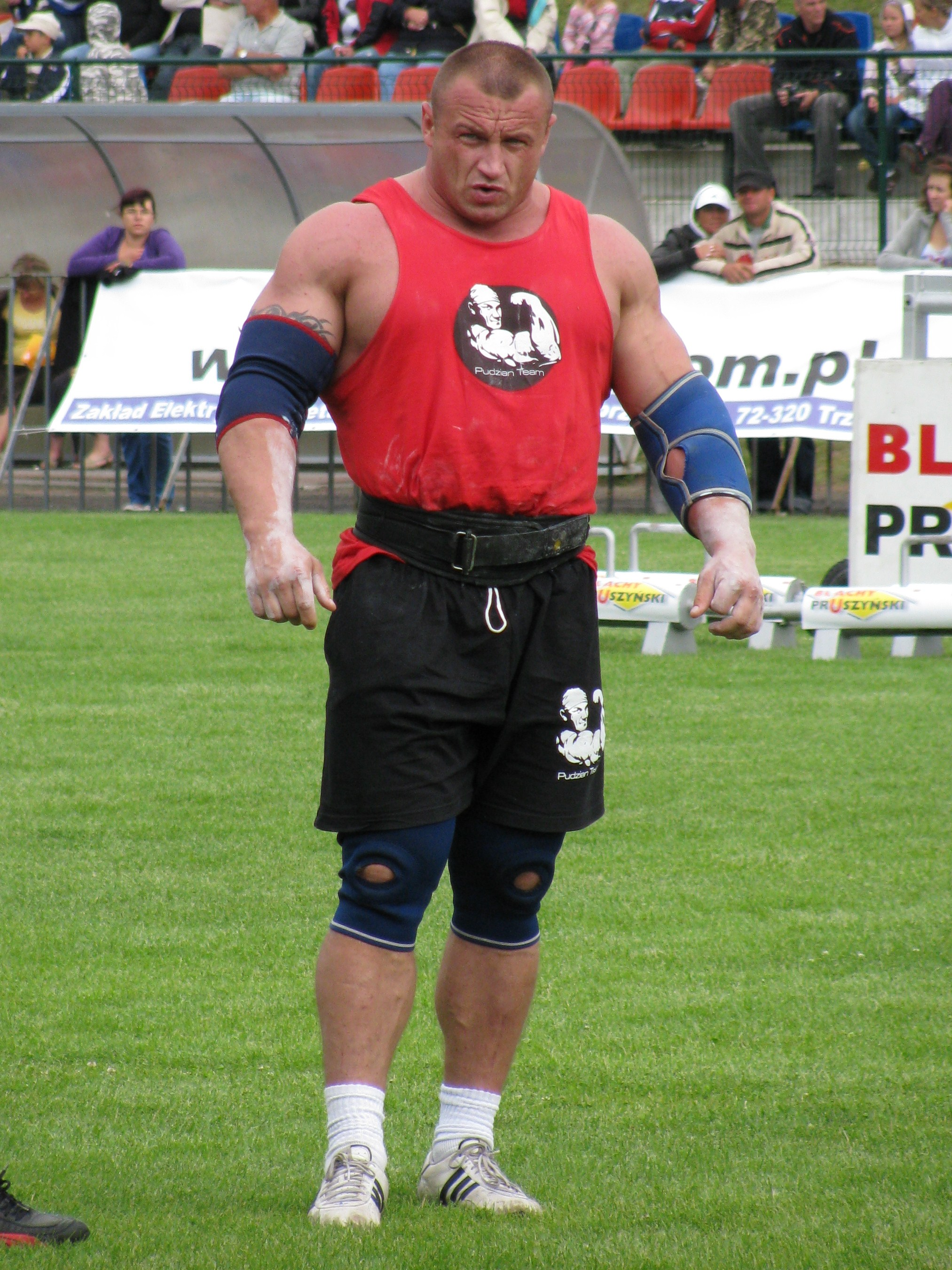
Mariusz Pudzianowski

Récord Competitivo Profesional – [1° (42), 2° (7), 3° (4) – De un total de (59)]

Performance Métrica – .964 [Polaco – .995  Internacional – .953]
| Profesional   | 1° | 2° | 3° | cuarto | quinto | sexto | séptimo | octavo | noveno | décimo | INJ | DNQ | Total |
| ------------- | -- | -- | -- | ------ | ------ | ----- | ------- | ------ | ------ | ------ | --- | --- | ----- |
| Polaco        | 15 | 1  |    |        |        |       |         |        |        |        |     |     | 16    |
| Internacional | 27 | 6  | 4  | 2      | 2      | 1     |         |        |        | 1      |     |     | 43    |
| Combinado     | 42 | 7  | 4  | 2      | 2      | 1     |         |        |        | 1      |     |     | 59    |

| Competición                                                   | Ubicación                            | Resultado                              | Fecha       |
| ------------------------------------------------------------- | ------------------------------------ | -------------------------------------- | ----------- |
| World's Strongest Man                                         | Valletta, Malta                      | 2° lugar                               | 2009-03-10  |
| World's Strongest Man                                         | Charleston, West Virginia, USA       | Ganador                                | 9/6-14/2008 |
| World Strongman Federation Grand Prix                         | Silichy, Bielorrusia                 | Ganador                                | 2008-03-08  |
| Polonia Cup                                                   | Polonia                              | Ganador                                | 2008-02-08  |
| World Strongman Federation Grand Prix (Globe's Strongest Man) | Russia                               | Ganador                                | 2008        |
| Polonia vs. The World                                         | Polonia                              | Ganador                                | 2008        |
| Mohegan Sun Super Series Grand Prix                           | Uncasville, Connecticut, USA         | 2° lugar                               | 2008-01-19  |
| World's Strongest Man                                         | Anaheim, California, USA             | Ganador                                | 2007        |
| Svend Karlsens Viking Power Super Series Grand Prix           | Norway                               | Ganador                                | 2007        |
| Venice Beach Super Series Grand Prix                          | Venice Beach, California, USA        | 2° lugar                               | 2007        |
| Mohegan Sun Super Series Grand Prix                           | Uncasville, Connecticut, USA         | Ganador                                | 2007        |
| European Championship                                         | Polonia                              | Ganador                                | 2007        |
| World Strongman Cup Grand Prix                                | England                              | Ganador                                | 2007        |
| World Strongman Cup Grand Prix                                | Letonia                              | Ganador                                | 2007        |
| World's Strongest Man                                         | Sanya, China                         | 2° lugar                               | 2006        |
| Polonia Super Series Grand Prix                               | Polonia                              | Ganador                                | 2006        |
| Moscow Super Series Grand Prix                                | Moscow, Russia                       | Ganador                                | 2006        |
| Mohegan Sun Super Series Grand Prix                           | Uncasville, Connecticut, USA         | Ganador                                | 2006        |
| World Strongman Cup Grand Prix                                | Russia                               | Ganador                                | 2006        |
| World Strongman Cup Grand Prix                                | Polonia                              | Ganador                                | 2006        |
| World Strongman Cup Grand Prix                                | Letonia                              | Ganador                                | 2006        |
| World Strongman Cup Grand Prix                                | Bielorrusia                          | Ganador                                | 2006        |
| Arnold's Strongest Man                                        | Columbus, Ohio, USA                  | 6° lugar                               | 2005        |
| World's Strongest Man                                         | Chengdu, China                       | Ganador                                | 2005        |
| Polonia vs. The World                                         | Polonia                              | Ganador                                | 2005        |
| Mohegan Sun Super Series Grand Prix                           | Uncasville, Connecticut, USA         | Ganador                                | 2005        |
| Sweden Super Series Grand Prix                                | Sweden                               | Ganador                                | 2005        |
| Polonia Super Series Grand Prix                               | Polonia                              | Ganador                                | 2005        |
| Venice Beach Super Series Grand Prix                          | Venice Beach, California, USA        | Ganador                                | 2005        |
| World Strongman Cup Grand Prix                                | Austria                              | Ganador                                | 2005        |
| Arnold's Strongest Man                                        | Columbus, Ohio, USA                  | 4° lugar                               | 2004        |
| World's Strongest Man                                         | Nassau, Paradise Island, The Bahamas | Descalificado (originalmente 3° lugar) | 2004        |
| European Championship                                         | Jelenia Gora, Polonia                | Ganador                                | 2004        |
| World Team Championship                                       | Plock, Polonia                       | Ganador                                | 2004        |
| Moscow Super Series Grand Prix                                | Moscow, Russia                       | Ganador                                | 2004        |
| Polish Cup                                                    | Polonia                              | Ganador                                | 2004        |
| World's Strongest Man                                         | Victoria Falls, Zambia               | Ganador                                | 2003        |
| European Championship                                         | Sandomierz, Polonia                  | Ganador                                | 2003        |
| World Team Championship                                       | Hungary                              | Ganador                                | 2003        |
| Ylitornio Challenge                                           | Finland                              | Ganador                                | 2003        |
| World Record Breakers                                         | Gdynia, Polonia                      | Ganador                                | 2003        |
| Polish Cup                                                    | Polonia                              | Ganador                                | 2003        |
| Arnold's Strongest Man                                        | Columbus, Ohio, USA                  | 5° lugar                               | 2003        |
| Finland Super Series Grand Prix                               | Finland                              | 2° lugar                               | 2003        |
| Canada Super Series Grand Prix                                | Canada                               | 2° lugar                               | 2003        |
| Holland Super Series Grand Prix                               | Holland                              | Ganador                                | 2003        |
| Hawaii Super Series Grand Prix                                | Hawái, USA                           | Ganador                                | 2003        |
| World's Strongest Man                                         | Kuala Lumpur, Malaysia               | Ganador                                | 2002        |
| Hawaii Super Series Grand Prix                                | Hawái, USA                           | 3° lugar                               | 2002        |
| Sweden Super Series Grand Prix                                | Sweden                               | 5th place                              | 2002        |
| European Championship                                         | Gdynia, Polonia                      | Ganador                                | 2002        |
| Polish Cup                                                    | Polonia                              | 2° lugar                               | 2002        |
| World Team Championship                                       | Hungary                              | 3° lugar                               | 2002        |
| World's Giants                                                | Ireland                              | Ganador                                | 2002        |
| World's Strongest Man                                         | Sun City, South Africa               | 4° lugar                               | 2000        |
| Helsinki Grand Prix                                           | Finland                              | 10° lugar                              | 2000        |
| World Team Championship                                       | Hungary                              | 2° lugar                               | 2000        |
| World Cup Grand Prix                                          | Polonia                              | Ganador                                | 2000        |
| World Team Championship                                       | China                                | 3° lugar                               | 1999        |
| Polish Cup                                                    | Polonia                              | Ganador                                | 1999        |

## Récord en artes marciales mixtas
| Resultado     | Récord    | Oponente            | Método                        | Evento                                 | Fecha                    | Ronda | Tiempo | Localización             | Notas                                                                          |
| ------------- | --------- | ------------------- | ----------------------------- | -------------------------------------- | ------------------------ | ----- | ------ | ------------------------ | ------------------------------------------------------------------------------ |
| Derrota       | 17-10 (1) | Eddie Hall          | TKO (rodillazos y golpes)     | XTB KSW 105: Bartosiński vs. Grzebyk 2 | 26 de abril de 2025      | 1     | 0:30   | Gliwice                  | Pelea de peso superpesado. Reglas especiales: 2 asaltos de 4 minutos.          |
| Derrota       | 17-9 (1)  | Artur Szpilka       | TKO (rodillazos y golpes)     | XTB KSW 83: Colosseum 2                | 3 de junio de 2023       | 2     | 0:31   | Varsovia                 |                                                                                |
| Derrota       | 17–8 (1)  | Mamed Khalidov      | TKO (rodillazos y golpes)     | XTB KSW 77: Khalidov vs. Pudzianowski  | 17 de diciembre de 2022  | 1     | 1:54   | Gliwice                  |                                                                                |
| Victoria      | 17–7 (1)  | Michał Materla      | KO (golpe)                    | KSW 70: Pudzian vs. Materla            | 28 de mayo de 2022       | 1     | 1:47   | Łódź                     | Nocaut de la noche                                                             |
| Victoria      | 16–7 (1)  | Serigne Ousmane Dia | KO (golpe)                    | KSW 64: Przybysz vs. Santos            | 23 de octubre de 2021    | 1     | 0:18   | Łódź                     |                                                                                |
| Victoria      | 15–7 (1)  | Łukasz Jurkowski    | TKO (rodillazos y golpes)     | KSW 61: To Fight or Not To Fight       | 5 de junio de 2021       | 3     | 1:32   | Gdańsk/Sopot             |                                                                                |
| Victoria      | 14–7 (1)  | Nikola Milanović    | TKO (rodillazos y golpes)     | KSW 59: Fight Code                     | 20 de marzo de 2021      | 1     | 1:12   | Łódź                     |                                                                                |
| Victoria      | 13–7 (1)  | Erko Jun            | TKO (rodillazos y golpes)     | KSW 51: Croatia                        | 9 de noviembre de 2019   | 2     | 2:32   | Zagreb                   |                                                                                |
| Derrota       | 12–7 (1)  | Szymon Kołecki      | TKO (lesión)                  | KSW 47: The X-Warriors                 | 23 de marzo de 2019      | 1     | 4:24   | Łódź                     |                                                                                |
| Derrota       | 12–6 (1)  | Karol Bedorf        | Sumisión (Arm)                | KSW 44: The Game                       | 9 de junio de 2018       | 1     | 1:51   | Gdańsk/Sopot             |                                                                                |
| Victoria      | 12–5 (1)  | Jay Silva           | Decisión (mayoritaria)        | KSW 40: Dublin                         | 22 de octubre de 2017    | 3     | 5:00   | Dublín                   |                                                                                |
| Victoria      | 11–5 (1)  | Tyberiusz Kowalczyk | Sumisión (golpes)             | KSW 39: Colosseum                      | 27 de mayo de 2017       | 2     | 2:50   | Varsovia                 |                                                                                |
| Victoria      | 10–5 (1)  | Paweł Mikołajuw     | TKO (golpes)                  | KSW 37: Circus of Pain                 | 3 de diciembre de 2016   | 1     | 1:20   | Cracovia                 |                                                                                |
| Derrota       | 9–5 (1)   | Marcin Różalski     | Sumisión (guillotine choke)   | KSW 35: Khalidov vs. Karaoglu          | 27 de mayo de 2016       | 2     | 1:46   | Gdańsk/Sopot             |                                                                                |
| Derrota       | 9–4 (1)   | Peter Graham        | TKO (golpes y codazos)        | KSW 32: Road to Wembley                | 31 de octubre de 2015    | 2     | 2:00   | Londres                  |                                                                                |
| Victoria      | 9–3 (1)   | Rolles Gracie, Jr.  | KO (golpe)                    | KSW 31: Materla vs. Drwal              | 23 de mayo de 2015       | 1     | 0:27   | Gdańsk/Sopot             | Nocaut de la noche                                                             |
| Victoria      | 8–3 (1)   | Paweł Nastula       | Decisión (unánime)            | KSW 29: Reload                         | 6 de diciembre de 2014   | 3     | 3:00   | Cracovia                 |                                                                                |
| Victoria      | 7–3 (1)   | Oli Thompson        | Decisión (unánime)            | KSW 27: Cage Time                      | 17 de mayo de 2014       | 2     | 5:00   | Gdańsk/Sopot             |                                                                                |
| Victoria      | 6–3 (1)   | Sean McCorkle       | Decisión (unánime)            | KSW 24: Starcie Gigantów               | 28 de septiembre de 2013 | 2     | 5:00   | Łódź                     |                                                                                |
| Derrota       | 5–3 (1)   | Sean McCorkle       | Sumisión (kimura)             | KSW 23: Królewskie Rozdanie            | 8 de junio de 2013       | 1     | 1:57   | Gdańsk/Sopot             |                                                                                |
| Victoria      | 5–2 (1)   | Christos Piliafas   | TKO (golpes)                  | KSW 20: Symfonia Walki                 | 15 de septiembre de 2012 | 1     | 3:48   | Gdańsk/Sopot             |                                                                                |
| Victoria      | 4–2 (1)   | Bob Sapp            | TKO (rodillazos y golpes)     | KSW 19: Pudzianowski vs. Sapp          | 12 de mayo de 2012       | 1     | 0:40   | Łódź                     |                                                                                |
| Sin resultado | 3–2 (1)   | James Thompson      | Sin resultado                 | KSW 17: Zemsta                         | 26 de noviembre de 2011  | 2     | 5:00   | Łódź                     | Originalmente ganó por decisión; resultado cambiado por "error de los jueces". |
| Derrota       | 3–2       | James Thompson      | Sumisión (arm-triangle choke) | KSW 16: Khalidov vs. Lindland          | 21 de mayo de 2011       | 2     | 1:06   | Gdańsk/Sopot             |                                                                                |
| Victoria      | 3–1       | Eric Esch           | Sumisión (golpes)             | KSW 14: Dzień Sądu                     | 18 de septiembre de 2010 | 1     | 1:15   | Łódź                     |                                                                                |
| Derrota       | 2–1       | Tim Sylvia          | Sumisión (golpes)             | Moosin: God of Martial Arts            | 21 de mayo de 2010       | 2     | 1:43   | Worcester, Massachusetts |                                                                                |
| Victoria      | 2–0       | Yusuke Kawaguchi    | Decisión (unánime)            | KSW 13: Kumite                         | 7 de mayo de 2010        | 2     | 5:00   | Katowice                 |                                                                                |
| Victoria      | 1–0       | Marcin Najman       | Sumisión (golpes)             | KSW 12: Pudzianowski vs. Najman        | 11 de diciembre de 2009  | 1     | 0:43   | Varsovia                 |                                                                                |